# Hajin
Hajin (in Arabo: هجين, traslitterato anche Hajeen) è una città della Siria orientale locata nel governatorato di Deir el-Zor. È situata lungo la sponda nord-orientale del fiume Eufrate, a sud-est di Deir el-Zor e poco a nord-ovest del confine con l'Iraq. Nel censimento del 2004 la città aveva una popolazione di 37 935 abitanti. È il centro amministrativo dell'omonimo nahiyah ("sottodistretto") all'interno del distretto di Abu Kamal. Il sottodistretto di Hajin è formato principalmente da quattro centri abitati che nel 2004 avevano una popolazione complessiva di 97,870.

Hajin è il centro amministrativo del Nahiya di Hajin, nel distretto di Abu Kamal

## Guerra civile siriana
Durante la guerra civile siriana la città è conquistata dal gruppo Stato Islamico dell'Iraq e del Levante. Nel novembre 2017 la città diviene la capitale de facto dello Stato Islamico in seguito alla conquista di Raqqa ad opera delle Forze Democratiche Siriane (FDS).
La maggior parte dei comandanti superstiti della formazione (forse anche lo stesso leader Abu Bakr al-Baghdadi) si sarebbero trasferiti nella città trasformandola nel nuovo quartier generale del gruppo. Ciò trova riscontro nel fatto che, al contrario di molte altre zone che vengono progressivamente abbandonate dai miliziani in rotta, la sacca di resistenza comprendente Hajin viene difesa strenuamente, ricevendo ingenti rinforzi dalle roccaforti conquistate dalle forze curdo-arabe a nord e a est, ma anche da ovest, attraverso il deserto di Badia. Per tali ragioni durante il 2018 Hajin diviene teatro di violenti scontri e di bombardamenti della coalizione internazionale contro l'ISIS che portano alla morte anche numerosi civili.
Il 31 ottobre 2018 le FDS sospendono le operazioni nell'area per via degli attacchi da essi subite sulla frontiera settentrionale siriana ad opera della Turchia.
Riprese le operazioni durante la seconda metà di novembre, tra la fine del mese e l'inizio di dicembre nelle vicinanze di Hajin sono arrestati diversi leader di governo della formazione jihadista tra cui il responsabile degli affari interni e l'assistente di al Baghdadi. Il 3 dicembre, le SDF annunciano di essere entrate nella città e il 14 dicembre annunciano di averla conquistata. Nei giorni successivi avviene un sanguinoso contrattacco di Daesh sulle posizioni delle SDF che tuttavia viene completamente respinto prima del finire del mese.